# Équipe d'Ukraine de rugby à XIII
L'équipe d'Ukraine de rugby à XIII est la sélection officielle qui représente l'Ukraine dans les compétitions internationales. Elle est composée des meilleurs joueurs ukrainiens ou d'origine ukrainienne.
En 2022, l'extension du conflit russo-ukrainien au reste du territoire ukrainien, entraine le gel des activités de cette équipe, mais on note une reprise en 2023. 
Néanmoins, l'équipe des moins de dix-neuf ans parvient, la même année, à atteindre les demi-finales du championnat d'Europe organisé en Italie. 

## Histoire
L'équipe a été créée en 2007 pour représenter l'Ukraine en rugby à XIII. L'Ukraine est une nation classée au quatrième rang des « nations émergentes » du rugby à XIII.
L'équipe nationale a disputé son premier match international face à une sélection universitaire britannique, match qu'elle perd 36 à 18. L'Ukraine était à l'origine pressentie pour jouer dans une compétition européenne en 2008, mais s'est désistée à la dernière minute en raison de problèmes avec la procédure d'attribution des visas aux joueurs de la sélection.
Les Ukrainiens rencontrent alors la Lettonie en 2009 dans le cadre du « European Bowl » (compétition européenne ouverte aux nations émergentes), dans le match d'ouverture avec un score de 40 à 6. Elle remportera finalement le tournoi en battant l'Estonie sur le score sans appel de 86 à 0.
En 2010, l'Ukraine intègre une compétition d'un niveau plus relevé, le « European Shield ». Après une défaite face à la Russie, la sélection gagne sa deuxième confrontation face à la Lettonie ce qui permet aux ukrainiens de finir deuxième du tournoi.
En 2011, l'Ukraine dispute deux test-matchs face à la Russie et la Serbie, test-matchs tous les deux perdus, malgré une élévation du niveau de jeu évidente.
En 2013, l'Ukraine bat une sélection de la BARLA, les Jeunes Lions, et obtient ainsi sa première victoire face à une équipe britannique.
La même année l'Ukraine dispute et remporte une compétition qui lui réussit bien, l'European Bowl, en battant la Norvège et la République tchèque.
En 2022, l'extension du conflit russo-ukrainien au reste du territoire ukrainien,  entraine le gel des activités et de la fédération et de l'équipe nationale.
Néanmoins, la situation des Ukrainiens entraine la solidarité de la communauté treiziste internationale.
Une édition du maillot national est mise en vente par une entreprise australienne ; les profits sont versés à la fédération ukrainienne. 

## Campagne de qualification pour la coupe du monde 2026
A la fin du mois d'octobre 2024, l'équipe d'Ukraine dispute un tournoi à quatre équipes qui se déroule en France, le « Challenge Européen  ».

## La sélection des moins de 19 ans
En 2018, les équipes d'Italie et d'Ukraine de moins de 19 ans se rencontrent pour la première fois au stadio Fogliano di Repuglia le samedi 2 juin, pour être la huitième nation des championnats d’Europe des moins de 19 ans 2018, à Belgrade en août de la même année. Il s'agit d'un match à l'élimination directe.
En 2022, malgré le contexte de guerre qui frappe leur pays, les Ukrainiens parviennent à participer aux championnats d'Europe en Italie au mois de septembre :  ils en atteignent les demi-finales, puis sont battus par le pays de galles sur le score de 32 à 7.

## Joueurs et personnalités notables
L'Ukraine, malgré la structuration de son championnat qui ne regroupe que cinq franchises, tente d'élever son niveau en envoyant ses joueurs les plus prometteurs s’aguerrir au contact des championnats étrangers, dont le championnat anglais. 
Ainsi, ce n'est pas moins de huit joueurs ukrainiens qui ont rejoint l'Angleterre pour intégrer des clubs comme ceux des Milford Marlins : Oleksandr Skorbach, Mykhailo Troian, Yevguen Trusov, Oleksandr Shcherbyna, Oleksandr Kozak, Sergiy Kravchenko, Bohgan Vepryx et Oleksandr Syvokoz.
Deux «  espoirs » se font remarquer lors du championnat d'Europe des moins de dix-neuf ans organisé en Italie en 2022  : Oleksandr Levandovskyi qui marque un drop-goal permettant à son équipe de mener face au Pays de galles en demi-finale après vingt-deux minutes de jeu et Maksym Harmash qui marque un essai à l'occasion de ce même match.